# Korićina
Korićina (negdje i Koričina) je planinski prijevoj u Bosni i Hercegovini između Velike Golije i Kruga te razdvaja Glamočko od Livanjskog polja. Nalazi se na 1113 metara nadmorske visine, sjeverozapadno od Livna. Preko prijevoja vodi magistralna cesta M 15 između Livna i Glamoča.
Tijekom rata u BiH, napadom srpskih snaga 13. travnja 1992. na Korićinu i položaje HVO-a započela Bitka za Livno koja je okončana uspješnom obranom Livna.
Na Korićini se nalazi istoimena regionalna deponija komunalnog otpada za općine Livno, Glamoč i Bosansko Grahovo.